# Geroncjusz z Cervi
Geroncjusz z Cervi (ur. w V wieku, zm. ok. 510 w Cagli) – święty katolicki, biskup.
Był biskupem Cervi. Zamordowany na Via Flaminia, gdy wracał z synodu w Rzymie.
Jest patronem Cagli.
Jego wspomnienie obchodzone jest w Kościele katolickim 9 maja.